# Columbine (Colorado)
Columbine è un centro abitato (census-designated place) degli Stati Uniti d'America, situato nella contea di Jefferson dello stato del Colorado. Nel censimento del 2000 la popolazione era di 24 095 abitanti. La cittadina divenne improvvisamente nota a livello internazionale per il massacro della Columbine High School perpetrato nella locale scuola superiore il 20 aprile 1999 che causò 16 morti e 23 feriti, uno dei più gravi nella pur nutrita storia di stragi in ambito scolastico degli Stati Uniti.

## Geografia fisica
Secondo i rilevamenti dell'Ufficio del censimento degli Stati Uniti d'America, Columbine si estende su una superficie di 17,2 km².